# Forever Living Products
A Forever Living Products International, Inc. (FLP) egy 1978-ban Arizonában alapított multi-level marketing jelleggel működő magánvállalat. A céget Rex Maughan alapította. Jelenleg a fia, Gregg Maughan a vállalat elnöke.
Legfőképp aloe vera és méhtermék-eredetű italokat, kozmetikumokat, étrendkiegészítőket árulnak több mint 160 országban.
Több mint 200-féle termékük segítségével a globális bevételük meghaladja a 2.6 milliárd dollárt, és az elosztói hálózatuknak több mint 11 millió tagja van.
Az FLP-t többször is érték olyan vádak, hogy illegális piramisjátékon alapuló rendszert üzemeltet azon az alapon, hogy a résztvevők főként az új emberek toborzásával tudnak bevételhez jutni ahelyett, hogy a termékek eladásával érnék el ugyanezt.

## Története
A céget 1978-ban az arizonai temple-ben alapította Carl Jensen és Rex Maughan. Az 1990-es években megvásárolták a Aloe Vera of America vállalatot és a termékeiket a saját hálózatukban árusították.

## Jelenléte Magyarországon
A cég magyar képviselője a Forever Living Products Magyarország Kft.
A Gazdasági Versenyhivatal versenytanácsa a társaságot „a fogyasztók megtévesztésének gyanúja miatt” indult eljárás során jogerősen 60 millió forintra büntette, mivel számos terméken lejárt vagy hamis OÉTI azonosító szerepelt, valamint hirdetéseikben az étrend-kiegészítőket gyógyhatású készítményeknek hirdették.
Mára a cég kizárólag OGYÉI Archiválva 2017. április 25-i dátummal a Wayback Machine-ben engedéllyel ellátott táplálékkiegészítőket, valamint hivatalosan gyógyhatású készítménynek, illetve gyógytápszernek minősített termékeket forgalmaz.